# La Raulito
María Esther Duffau (Buenos Aires; 26 de julio de  1933–Buenos Aires; 30 de abril de 2008), más conocida por el seudónimo de "La Raulito", fue una célebre simpatizante argentina del Club Atlético Boca Juniors.

## Biografía

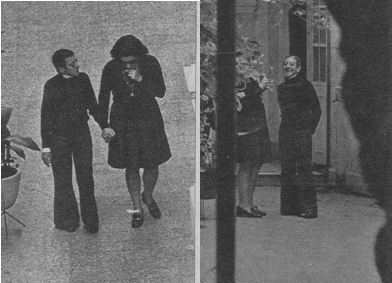
La célebre hincha de Boca Juniors, «la Raulito», en su primera entrevista periodística para la revista Siete Días, desde el Instituto Correccional de Mujeres (1975).

Nacida en el barrio porteño de Villa Urquiza con el nombre de María Esther Duffau, La Raulito fue una niña de la calle que pasó por el reformatorio, la cárcel y el manicomio. "La Raulito" decidió adoptar la identidad de hombre. Se rapó el cabello y se vistió de varón para que la molestaran menos. Sus constantes cambios de imagen hacían más difícil a las autoridades encontrarla cada vez que trataban de reingresarla a las correccionales. Le gustaba tomar cerveza, fumar y solía expresarse con un lenguaje “varonil”.

## Boca Juniors

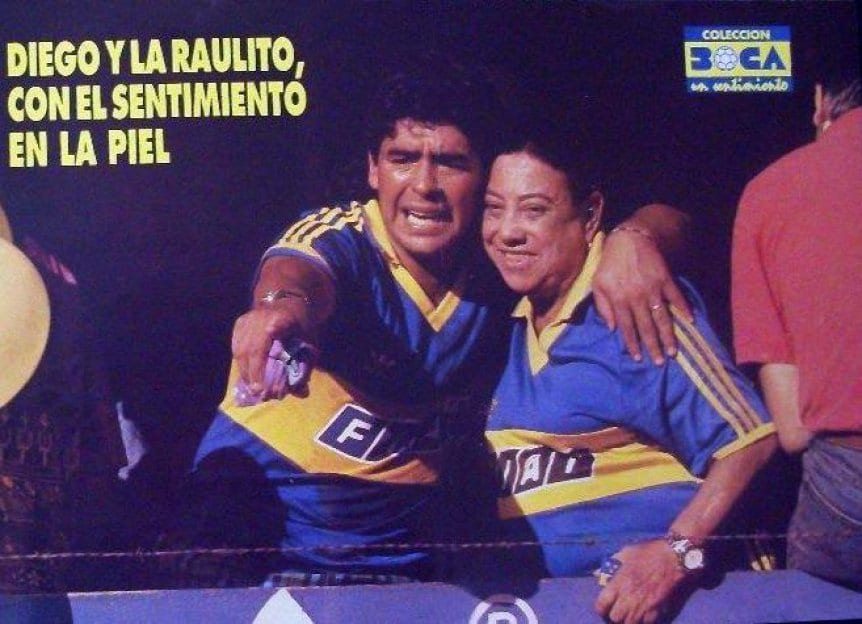
La Raulito junto a Diego Maradona en 1989.

Cuando La Raulito no estaba en las inmediaciones de Boca Juniors se ganaba la vida lustrando zapatos y haciendo de canillita (repartidor de periódicos y revistas). Luego de pasar 30 años en el hospital Moyano, el gobierno de Argentina se apiadó de su caso y le asignó un geriátrico. La Raulito siempre tuvo abiertas las puertas del geriátrico para entrar y salir de él cuando Boca Juniors jugara en La Bombonera para que ella acudiera a ver al equipo de sus amores. Incluso, le obsequiaron un televisor para que pudiera ver a los ‘Xeneizes’ cuando por cuestiones de salud no pudiera ir a la cancha. Según sus propios relatos "nadie me hizo de Boca, yo solita ya sabía que esos colores me iban a dar muchísimas alegrías".
En diciembre de 2006, La Raulito recibió de Guillermo Barros Schelotto y Rodrigo Palacio una escritura de donación de una parte de terreno en el cementerio temático que tiene Boca Juniors, un lugar exclusivo para hinchas boquenses que deseen llevar sus colores hasta la tumba. Esta donación se dio en medio de una ceremonia en el complejo de Casa Amarilla, cuando el entrenador de Boca Juniors era Ricardo La Volpe. Así mismo La Raulito recibió la donación de una silla de ruedas envuelta con la bandera xeneize.
La Raulito tenía libre acceso a las prácticas y a los asados del primer equipo y siempre recibió presentes como las camisetas de los jugadores de todas las épocas que vivió.
Sus condiciones de salud comenzaron a empeorar desde diciembre del 2007, luego de haber sufrido una caída que le produjo rotura de cadera. La última vez que requirió una donación de sangre solicitó como requisito que los donantes fueran hinchas de Boca.

## Cine
La incursión de La Raulito en el mundo del cine comenzó desde mucho antes, ya que en 1948 actuó como extra en una película llamada Pelota de trapo. Su vida fue llevada al cine en 1975, interpretada por Marilina Ross en el filme La Raulito, dirigido por Lautaro Murúa, con guion de Juan Carlos Gené y Martha Mercader. Posteriormente fue protagonista en el documental La Raulito, golpes bajos de Emiliano Serra, la cual se estrenó en el año 2006.

## Fallecimiento
Al momento de fallecer, el 30 de abril de 2008, a los 74 años, estaba internada en el Hospital Argerich. La causa de muerte informada fue una descompensación generalizada. Durante el partido celebrado entre Boca Juniors y Cruzeiro Esporte Clube ese mismo día, los jugadores guardaron un minuto de silencio por su fallecimiento. Sus restos fueron velados en el hall central del estadio Alberto J. Armando (La Bombonera), y fueron inhumados en un cementerio privado, habida cuenta de que jugadores del equipo de Boca Juniors donaron una parcela para tal fin.